# 西非国家中央银行

使用西非法郎的国家（绿色）。红色是中非法郎使用地区。

西非国家中央银行（法語：Banque centrale des États de l'Afrique de l'Ouest，简称、西非央行）是西部非洲八个不同国家的中央银行，1959年成立，总部设在塞内加尔的首都達喀爾。總裁是科特迪瓦經濟學家讓·克勞德·布魯。西非国家中央银行为西非经济货币联盟国家发行共同货币西非法郎以及制订货币政策。
西非央行積極制定普惠金融政策，為普惠金融聯盟的成員。

## 成員國
- 布吉納法索
- 尼日尔
- 塞内加尔
- 多哥

以上国家共同使用的货币為西非法郎。

## 歷史
西非國家中央銀行的前身為「法屬西非和多哥發鈔機構」（Institut d’Emission de l’Afrique Occidentale Française et du Togo），成立於1955年，並於1959年更為現名。1962年5月12日簽署的《西非貨幣聯盟條約》（Traité instituant l’Union Monétaire Ouest Africaine，UMOA）賦予西非央行作為當時下列7個成員體共同中央銀行發行貨幣的專有權：
- 象牙海岸
- 达荷美王國（今貝寧）
- 法屬上伏塔（今布吉納法索）
- 馬利
- 茅利塔尼亞
- 尼日
- 塞內加爾

1962年6月30日，馬利退出西非貨幣聯盟（UMOA），並改採馬利法郎為法定貨幣；1963年12月17日，多哥正式加入西非貨幣聯盟；1973年5月30日，茅利塔尼亞退出西非貨幣聯盟，改用自行發行的烏吉亞為法定貨幣；1984年2月17日，馬利重新加入西非貨幣聯盟；1997年5月2日，幾內亞比索加入聯盟。